# Diodoros (Toreut)
Diodoros (griechisch Διόδωρος) war ein antiker griechischer Toreut (Metallbearbeiter) unbekannter, wahrscheinlich hellenistischer Zeit.
Diodoros ist einzig von einer Erwähnung in einem Epigramm des Dichters Antipatros von Sidon bekannt, das in der Griechischen Anthologie überliefert wurde. Dort beschreibt er eine Silberschale, die im Innenbild einen schlafenden Satyr zeigt. In der Naturgeschichte des älteren Plinius wird eine Schale mit dem gleichen Motiv beschrieben, die dort einem Toreuten mit dem Namen Antipatros zugeschrieben wird. Otto Benndorf schloss in seiner Dissertation daraus, dass es sich deshalb nur um eine fehlerhafte Darstellung bei Plinius handelt, der den Dichter des Epigramms mit dem Toreuten verwechselt habe. Diese Interpretation gilt heute als möglich, aber nicht gesichert. Möglich ist durchaus auch eine Existenz eines Toreuten des Namens. Das Motiv, in seiner bekanntesten Form durch den Barberinischen Faun repräsentiert, weist auf eine Entstehung in hellenistischer Zeit.

## Einzelbelege
1. ↑  Griechische Anthologie 1, 106, 16 beziehungsweise Anthologia Planudea 4, 248.
2. ↑  Plinius, Naturalis historia 33, 156.
3. ↑  Otto Benndorf: De Anthologiae Graecae Epigrammatis Qvae Ad Artes Spectant. Teubner, Leipzig 1862, S. 52.

| Personendaten    | Personendaten                                              |
| ---------------- | ---------------------------------------------------------- |
| NAME             | Diodoros                                                   |
| ALTERNATIVNAMEN  | Διόδωρος (altgriechisch)                                   |
| KURZBESCHREIBUNG | antiker griechischer Toreut                                |
| GEBURTSDATUM     | zwischen 3. Jahrhundert v. Chr. und 1. Jahrhundert v. Chr. |
| STERBEDATUM      | zwischen 3. Jahrhundert v. Chr. und 1. Jahrhundert v. Chr. |